# Ferdinand I van Bulgarije
Ferdinand Maximiliaan Karel Leopold Marie van Saksen-Coburg-Gotha-Koháry (Bulgaars: Фердинанд Максимилиан Карл Леополд Мария Сакскобургготски) (Wenen, 26 februari 1861 — Coburg, 10 september 1948), prins van Saksen-Coburg en Gotha, hertog van Saksen, was vanaf 1887 vorst en van 1908 tot 1918 tsaar (koning) van Bulgarije. Hij was de zoon van August van Saksen-Coburg en Gotha en Clementine van Orléans, een dochter van Lodewijk Filips. Naast monarch was hij ook schrijver, botanicus en postzegelverzamelaar.
Ferdinand werd op 7 juli 1887, tien maanden na het aftreden van zijn voorganger Alexander van Battenberg, door de Bulgaren tot soeverein vorst gekozen. Niemand verwachtte echter dat hij lang aan de macht zou blijven. Hij was de Oostenrijkse kandidaat voor Bulgarije en Rusland weigerde hem dan ook te erkennen. Bovendien was hij een Duits katholiek te midden van oosters-orthodoxen.
Op 20 april 1893 trad Ferdinand in het huwelijk met Maria Louisa van Bourbon-Parma, dochter van Robert I van Parma. Een jaar later werd zijn zoon en troonopvolger Boris geboren en katholiek gedoopt. Dit had hij namelijk zijn katholieke vrouw beloofd. Bovendien leek het Ferdinand opportuun om zijn onafhankelijkheid ten opzichte van de Orthodoxe Kerk te tonen. 

Uit dit huwelijk werden vier kinderen geboren: 
- Boris Clemens Robert Maria Pius Lodewijk Stanislaus Xavier (1894-1943)
- Cyril Hendrik Frans Lodewijk Anton Karel Filips (1895-1945)
- Eudoxia Augusta Philippine Clementine Maria (1898-1985)
- Nadejda Clementine Maria Pia Majella (1899-1958).

Maria Louisa stierf op 31 januari 1899 en op 28 februari 1908 hertrouwde Ferdinand met Eleonore Caroline Gasparine Louise van Reuss-Köstritz.

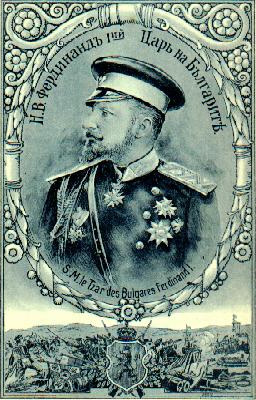
Tsaar Ferdinand

De binnenlandse politiek werd in zijn eerste jaren gedomineerd door de heerszuchtige liberale partijleider Stefan Stambolov. Diens buitenlandbeleid maakte de verhouding met Rusland er niet beter op. In mei 1894 echter ontsloeg Ferdinand Stambolov (in juni 1895 vermoord). Dit maakte verzoening met Rusland mogelijk, zeker toen de jonge prins Boris in februari 1896 orthodox werd herdoopt. Datzelfde jaar erkende tsaar Nicolaas II van Rusland Ferdinand als heerser over Bulgarije.
Het Bulgaarse vorstendom stond officieel nog onder suzereiniteit van het Ottomaanse Rijk. Ferdinand streefde volledige onafhankelijkheid na en stelde, al naargelang de politieke wind waaide, pro-Oostenrijkse en pro-Russische regeringen samen.
In datzelfde jaar had Oostenrijk Bulgaarse steun nodig voor de annexatie van Bosnië en Herzegovina en gaf Ferdinand solide diplomatieke hulp tegen de Ottomanen. Zich gesteund wetende riep Ferdinand zich op 5 oktober uit tot tsaar van alle Bulgaren.

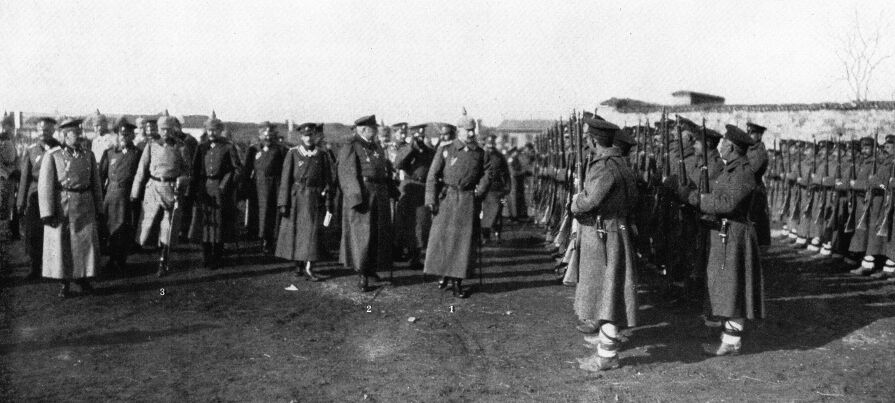
Ferdinand ontmoet keizer Wilhelm II te Niš; uiterst rechts veldmaarschalk August von Mackensen

In de Balkanoorlogen van 1912 en 1913 veroverden Bulgarije, Servië, Montenegro en Griekenland grote stukken grondgebied van de Ottomanen. Bulgarije, Servië en Griekenland werden het echter niet eens over de verdeling van Macedonië. Onverwachts keerden de machtige Interne Macedonische Revolutionaire Organisatie en legeraanvoerders zich tegen Ferdinand en stelden hem een ultimatum: als hij zijn opmars in Macedonië niet zou hervatten zou hij worden afgezet. Ferdinand gaf toe en viel in juni 1913 zijn vroegere bondgenoten aan, maar werd verslagen. Hij kreeg slechts onbelangrijke delen van Macedonië toegewezen.
In de Eerste Wereldoorlog sloot Bulgarije zich aan bij Duitsland, Oostenrijk-Hongarije en het Ottomaanse rijk. De oorlog verliep voorspoedig, maar aan het eind kwam de nederlaag toch snel voor de Bulgaren en in september 1918 werd in het stadje Radomir de republiek uitgeroepen met Aleksandar Stambolijski als president. Na een korte burgeroorlog werd de gevestigde orde weer hersteld. Om de monarchie te redden, zag Ferdinand zich wel genoodzaakt om af te treden (3 oktober 1918) ten gunste van zijn zoon Boris III.
Toen Ferdinand in 1948 als een gebroken man te Coburg, de wieg van de dynastie van Saksen-Coburg-Gotha stierf, was hij het laatste overlevende kleinkind van koning Lodewijk Filips I van Frankrijk. Het koninkrijk Bulgarije was toen al afgeschaft en vervangen door een communistische volksrepubliek. Zijn kleinzoon Simeon II, Boris' opvolger, was toen al afgezet door de communisten.

## Voorouders
| Voorouders van Ferdinand I van Bulgarije | Voorouders van Ferdinand I van Bulgarije                                                                  | Voorouders van Ferdinand I van Bulgarije                                                                  | Voorouders van Ferdinand I van Bulgarije                                                                 | Voorouders van Ferdinand I van Bulgarije                                                                 | Voorouders van Ferdinand I van Bulgarije                                                        | Voorouders van Ferdinand I van Bulgarije                                                        | Voorouders van Ferdinand I van Bulgarije                                                        | Voorouders van Ferdinand I van Bulgarije                                                        |
| ---------------------------------------- | --- | --- | --- | --- | ----------------------------------------------------------------------------------------------- | ----------------------------------------------------------------------------------------------- | ----------------------------------------------------------------------------------------------- | ----------------------------------------------------------------------------------------------- |
| Overgrootouders                          | Frans van Saksen-Coburg-Saalfeld (1750-1806) ∞ 1777 Augusta van Reuss-Ebersdorf en Lobenstein (1757-1831) | Frans van Saksen-Coburg-Saalfeld (1750-1806) ∞ 1777 Augusta van Reuss-Ebersdorf en Lobenstein (1757-1831) | Frans Jozef (Ferenc József) Koháry (1767-1826) ∞ Maria Antonia van Waldstein-Wartenberg (1771-1854)      | Frans Jozef (Ferenc József) Koháry (1767-1826) ∞ Maria Antonia van Waldstein-Wartenberg (1771-1854)      | Lodewijk Filips II van Orléans (1747-1793) ∞ 1769 Louise Marie Adélaïde van Bourbon (1753-1821) | Lodewijk Filips II van Orléans (1747-1793) ∞ 1769 Louise Marie Adélaïde van Bourbon (1753-1821) | Ferdinand I der Beide Siciliën (1751-1825) ∞ Maria Carolina van Oostenrijk (1752-1814)          | Ferdinand I der Beide Siciliën (1751-1825) ∞ Maria Carolina van Oostenrijk (1752-1814)          |
| Grootouders                              | Ferdinand George August van Saksen-Coburg-Saalfeld-Koháry (1785-1851) ∞ Maria Antonia Koháry (1757-1831)  | Ferdinand George August van Saksen-Coburg-Saalfeld-Koháry (1785-1851) ∞ Maria Antonia Koháry (1757-1831)  | Ferdinand George August van Saksen-Coburg-Saalfeld-Koháry (1785-1851) ∞ Maria Antonia Koháry (1757-1831) | Ferdinand George August van Saksen-Coburg-Saalfeld-Koháry (1785-1851) ∞ Maria Antonia Koháry (1757-1831) | Lodewijk Filips I van Frankrijk (1773-1850) ∞ 1809 Marie Amélie van Bourbon-Sicilië (1782-1866) | Lodewijk Filips I van Frankrijk (1773-1850) ∞ 1809 Marie Amélie van Bourbon-Sicilië (1782-1866) | Lodewijk Filips I van Frankrijk (1773-1850) ∞ 1809 Marie Amélie van Bourbon-Sicilië (1782-1866) | Lodewijk Filips I van Frankrijk (1773-1850) ∞ 1809 Marie Amélie van Bourbon-Sicilië (1782-1866) |
| Ouders                                   | August van Saksen-Coburg en Gotha (1818-1881) ∞ Clementine van Orléans (1817-1907)                        | August van Saksen-Coburg en Gotha (1818-1881) ∞ Clementine van Orléans (1817-1907)                        | August van Saksen-Coburg en Gotha (1818-1881) ∞ Clementine van Orléans (1817-1907)                       | August van Saksen-Coburg en Gotha (1818-1881) ∞ Clementine van Orléans (1817-1907)                       | August van Saksen-Coburg en Gotha (1818-1881) ∞ Clementine van Orléans (1817-1907)              | August van Saksen-Coburg en Gotha (1818-1881) ∞ Clementine van Orléans (1817-1907)              | August van Saksen-Coburg en Gotha (1818-1881) ∞ Clementine van Orléans (1817-1907)              | August van Saksen-Coburg en Gotha (1818-1881) ∞ Clementine van Orléans (1817-1907)              |
| Ferdinand I van Bulgarije (1861-1948)    | | | | |                                                                                                 |                                                                                                 |                                                                                                 |                                                                                                 |